# Zuflussregelungsanlage

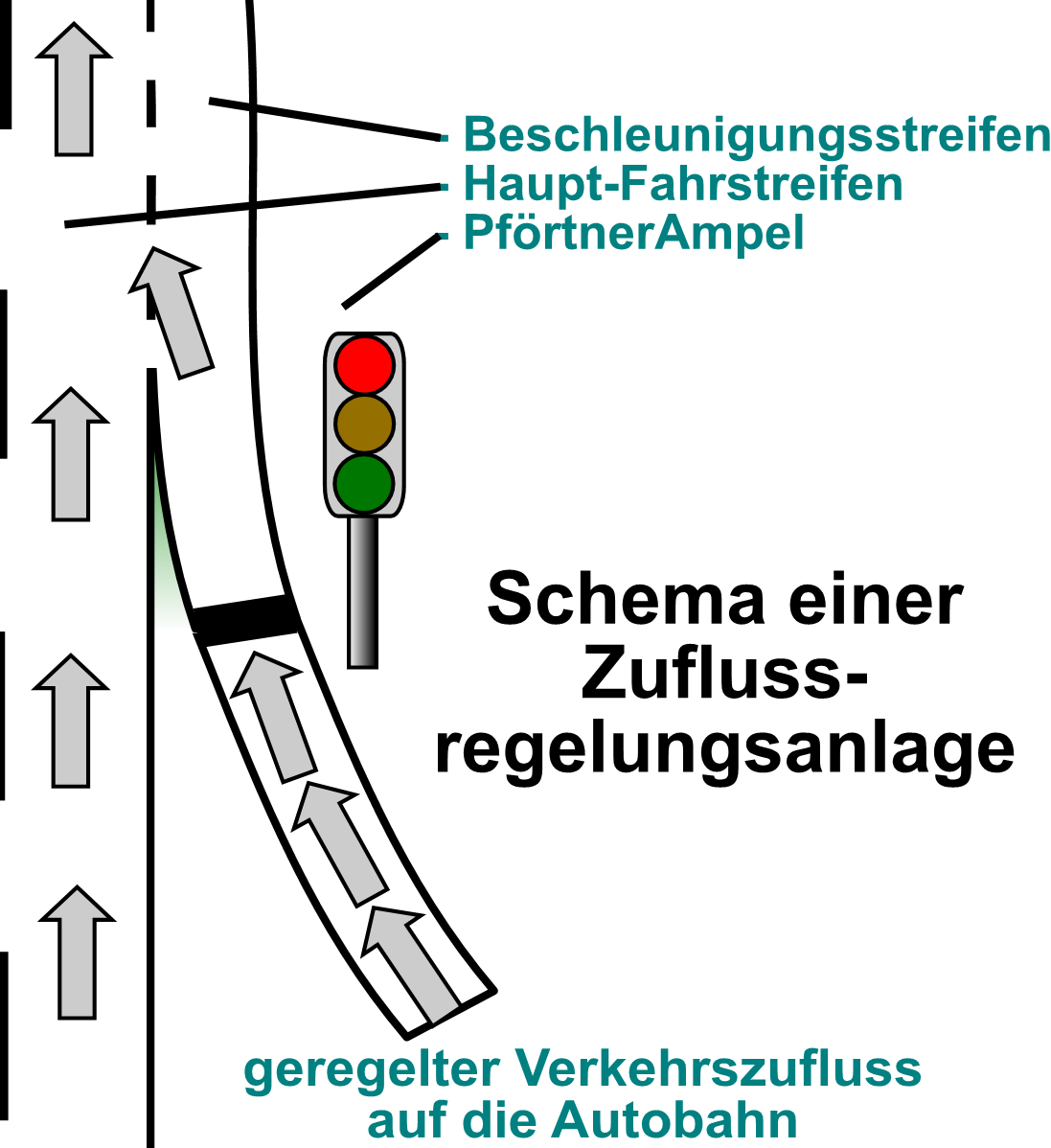
Schema einer solchen Anlage an Schnellstraßen

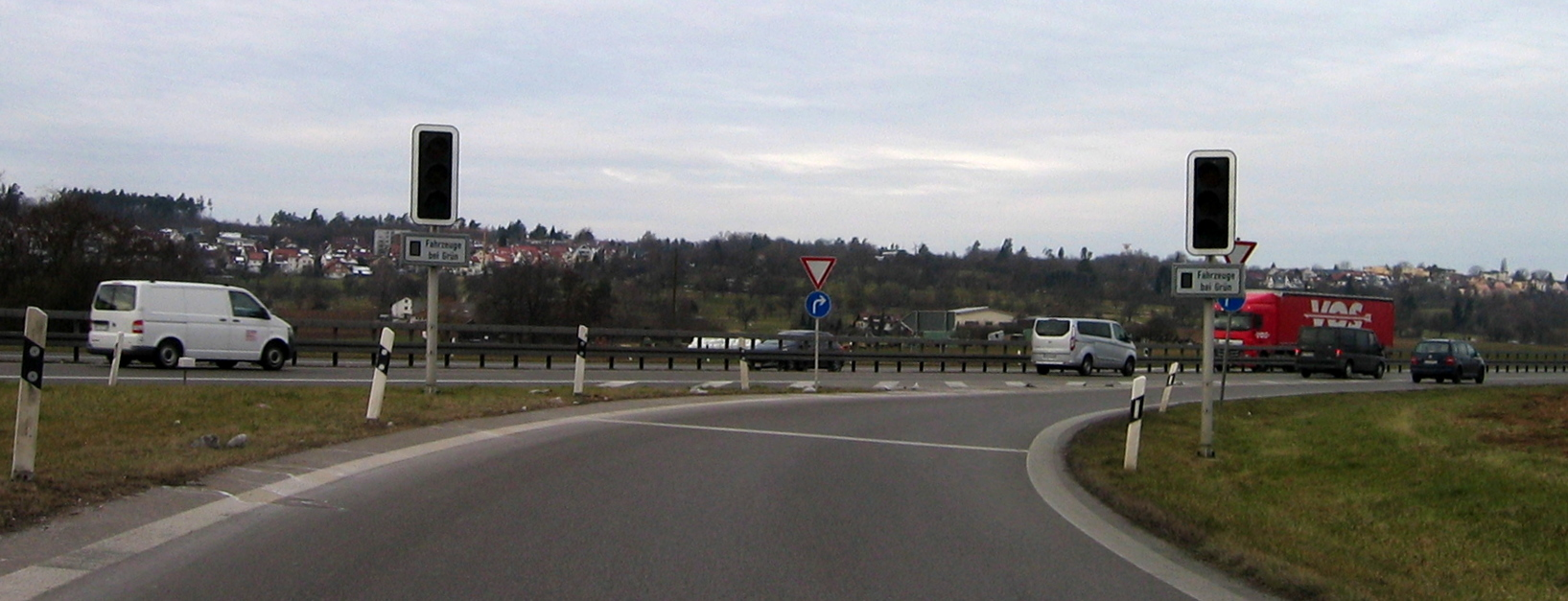
Zuflussregelungsanlage L 1209 zur B 27 bei Filderstadt.

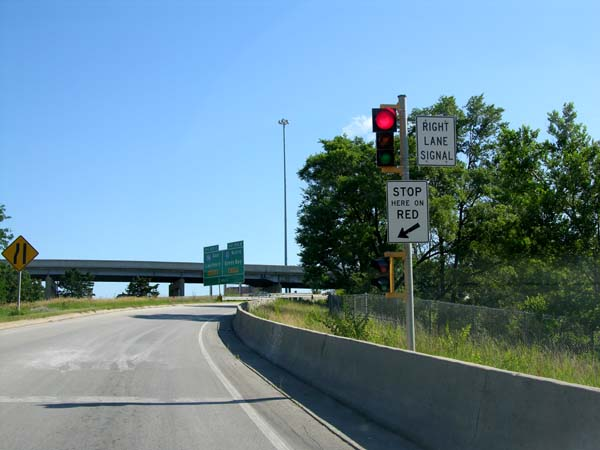
Zuflussregelungsanlage am Miller Park Way zur Interstate 94 in Milwaukee

Eine Zuflussregelungsanlage (kurz: ZRA) regelt bei erhöhtem Kraftfahrzeug-Verkehrsaufkommen den Zufluss von Fahrzeugen auf staugefährdete Straßenabschnitte. Sie ist eine Ampel, die auf Auffahrrampen von Schnellstraßen installiert ist.

## Anwendung an Schnellstraßen
Eine Zuflussregelungsanlage an Schnellstraßen regelt bei erhöhtem Verkehrsaufkommen den Zufluss einfahrender Fahrzeuge auf Bundesautobahnen oder autobahnähnlichen Straßen durch eine Lichtsignalanlage (kurz: LSA) in der Zufahrtsrampe. Ihre positive Wirkung erzielt sie, indem lange Fahrzeugpulks, die oft an Lichtsignalanlagen im nachgeordneten Netz entstehen, in einzelne Fahrzeuge oder Pulks mit wenigen Fahrzeugen aufgeteilt werden. Dadurch wird vermieden, dass in kürzester Zeit viele Fahrzeuge praktisch gleichzeitig auf die Hauptfahrbahn drängen und eine passende Lücke benötigen. Die ZRA auf der Zufahrtsrampe der Autobahn ist in allen in Deutschland realisierten Fällen verkehrsabhängig. Das heißt, dass die Umlaufzeit der ZRA in Abhängigkeit von auf der Hauptfahrbahn und der Zufahrtsrampe gemessenen Verkehrskennwerten errechnet wird. Hierbei gilt es, den optimalen Kompromiss zwischen den beiden Verkehrsströmen der Hauptfahrbahn und der Zufahrtsrampe zu finden. In jedem Fall wird versucht, die Bildung eines kritischen Rückstaus in das nachgeordnete Straßennetz zu verhindern.
Inzwischen liegen mit den Anlagen in Nordrhein-Westfalen wie auf dem Ruhrschellweg langjährige Erfahrungen vor, die bestätigen, dass sich ZRA positiv auf das Staugeschehen und das Unfallgeschehen auswirken. Insgesamt sind an Autobahnauffahrten allein in diesem Bundesland 75 Zuflussregelungsanlagen in Betrieb. Seit 2012 betreibt auch Baden-Württemberg drei ZRA.
Das erhöhte Aufkommen an auffahrenden Fahrzeugen ist in Deutschland überwiegend vorangehender Ampelschaltungen geschuldet, die die auffahrenden Fahrzeuge ansammelt sowie fehlender Anschlussstellen.
Dieses Verfahren wurde aus den USA übernommen und dort bereits in den 1990er Jahren eingesetzt, um die Kapazität doppelter Auffahrrampen zu begrenzen. Hierzu wird auf dem rechten Fahrstreifen der Autobahn die Fahrzeugfrequenz gemessen und aufgrund dieser die Zufahrfrequenz bzw. Abschaltung der Anlage auf der Auffahrrampe geregelt. Die Anlagen sind dort nur installiert, um die Autobahn und den Zubringer flüssig zu halten. In der Praxis wird so der Verkehr meist nicht vollständig angehalten, sondern ein gemächlicher Verkehrsfluss vor der Zuflussregelungsanlage erzeugt. Carpools sind überwiegend von der Regelung ausgenommen und dürfen unbegrenzt einfahren. Die Zuflussregelungsanlage wird dort Ramp Meter genannt.

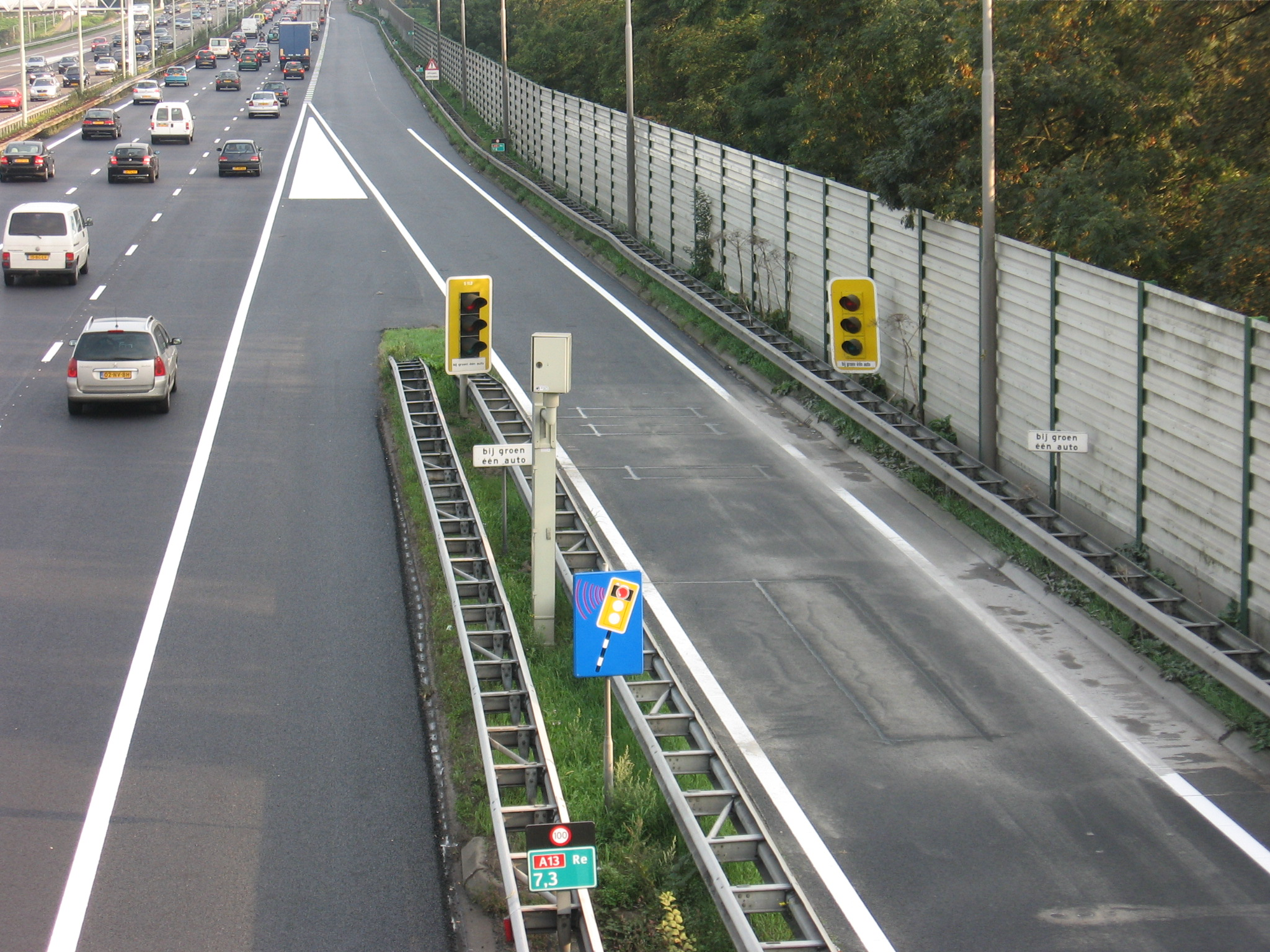
Zuflussregelungsanlage: Auffahrt Delft-Noord an der niederländischen A 13

Auch in den Niederlanden finden Zuflussregelungsanlage (Toeritdosering) so z. B. am Knooppunt Hooipolder (Autobahnkreuz Hooipolder) in der Nähe von Geertruidenberg Anwendung. Hier kreuzt sich die A 59 mit der A27. Während der Hauptverkehrszeit bilden sich hier regelmäßig lange Staus. Gegenwärtig werden mehrere Vorschläge untersucht, das Autobahnkreuz zu modernisieren, und so dem Problem Abhilfe zu schaffen.

## Anwendung an Stadtstraßen („Pförtnerampel“)
Zuflussregelungsanlagen sind nicht zu verwechseln mit sogenannten Pförtnerampeln im städtischen Hauptstraßennetz. Bei diesen besonderen Ampeln wird versucht, durch Festlegen eines maximalen Zuflusses einen Engpassabschnitt zu entlasten. Dies geht in der Regel einher mit Staus vor den Pförtnerampeln. Das Ziel ist hier, die Verkehrsstärke im Engpass nicht über seine Kapazität steigen zu lassen, da ein Stau an dieser Stelle noch nachteiliger wäre als vor der Pförtnerampel. Im Sinne einer intelligenten Verkehrssteuerung ist es also oft hilfreich, nur soviel Fahrzeuge in den Engpass hineinzulassen, dass dieser staufrei mit maximaler Leistung funktionieren kann. Zwar kann es dann an den Pförtnerampeln zu Rückstauungen kommen, insgesamt ist das Straßennetz mit einer solchen Steuerung aber leistungsfähiger und die durchschnittliche Wartezeit für alle Verkehrsteilnehmer ist geringer.
Zusätzlich können Pförtnerschaltungen dazu verwendet werden, um z. B. gemeinsam von Straßenbahn und Autoverkehr genutzte Straßenabschnitte staufrei zu halten. Auch können Staueffekte aus sensiblen Bereichen (z. B. Wohngebiete) in weniger sensible Bereiche (z. B. Gewerbegebiete) verlagert werden, um Lärm- und Schadstoffbelastungen der Anwohner zu reduzieren. Solche Zuflussregelungsanlagen können helfen, kostspielige oder umfeldunverträgliche Straßenausbauten zu vermeiden.
Pförtnerampeln werden auch eingesetzt, um insbesondere mit Blick auf die Lärmemission den Kfz-Verkehr in Wohngebieten zeitlich zu konzentrieren. Ihre Notwendigkeit ist schlechter Verkehrsanbindung überwiegend durch fehlende Anschlussstellen geschuldet. Auf der stark belasteten Bonner Reuterstraße (Verbindung u. a. BAB 565–B 9–BAB 562 durch die Bezirke Poppelsdorf, Kessenich und Südstadt) wird zudem seit Ende 2019 die Einrichtung einer Pförtnerampel geprüft, um die Stickstoffemissionen zu verringern und damit einer weiteren Klage der Deutschen Umwelthilfe zuvorzukommen. Über eine Notwendigkeit einer Einrichtung soll in den kommenden ein bis zwei Jahren entschieden werden, wenn gutachterlich ein Nutzen bestätigt werden kann und gleichzeitig die Auflagen an die NOx-Emissionen nicht eingehalten werden.
Mit der Sperrung der A 544 wegen Erneuerung der Haarbachtalbrücke wurden im Januar 2024 im Stadtteil Aachen-Haaren wegen hohen Verkehrsaufkommen zwei Pförtnerampeln aufgestellt.

## Situation in Österreich
In Österreich wurde die erste Ampelanlage zur Zuflusssteuerung im Jahr 2014 auf der Mühlkreis Autobahn an der Auffahrt Franzosenhausweg, Fahrtrichtung Süden, in Betrieb genommen. Nach einem 10-jährigen Probebetrieb wurde diese Form der Ampelanlage in die Straßenverkehrsordnung (StVO) übernommen. Da gemäß § 38 Abs. 2b StVO bzw. § 38 Abs. 6 StVO die Ampelphase „rot-gelb“ zwei Sekunden zu dauern hat und die Grünphase durch ein viermaliges Blinken (das vier Sekunden dauert) zu beenden ist, wären die Umlaufzeiten für den Betrieb als Zuflusssteuerung zu lang. Im Probebetrieb wurde daher eine geänderte Ampelschaltung getestet, bei der die rot-gelbe Ampelphase eine Sekunde dauert und das Grün-Blinken entfällt. Diese Art der Schaltung wurde – nur für Zuflusssteuerungen – durch die 35. StVO-Novelle 2024 in Dauerrecht übernommen.
Ampelanlagen zur Dosierung des Verkehrsflusses (Pförtnerampeln) werden seit Jahren an verschiedenen Straßenstellen, vor allem auf Landesstraßen mit zeitweilig hoher Verkehrsdichte, erprobt, beispielsweise an der Fernpassstraße (B179) bei Reutte und an der Pinzgauer Straße (B311) in Fürth (Gemeinde Piesendorf).